# Impianti velivolo
È definito impianto l'insieme di elementi strutturali e funzionali riuniti in un complesso organico destinato a particolari scopi scientifici o tecnici. Un sistema quindi, di elementi predisposti per fornire dei servizi distribuiti.
In campo aeronautico ed aerospaziale gli impianti velivolo o impianti di bordo, sono in funzione della categoria dell'aerodina, del loro numero, della loro complessità, maggiore o minore in funzione della classe del velivolo e della loro importanza ai fini dell'utilizzo della macchina. L'impianto può essere considerato come qualsiasi sottosistema del sistema velivolo, ma costituito da componenti separati e ben distinti e collegati da elementi di trasferimento separati e distinti§1.1.
L'incidenza degli impianti su un velivolo è in funzione di termini di percentuale di peso e di costo per la categoria del velivolo, in quanto può variare dal 40% al 60% del peso operativo a vuoto o di peso massimo al decollo del velivolo§1.1.
L'insieme velivolo viene suddiviso in tre principali categorie: struttura, propulsori ed impianti, per motivazioni sia storiche che per ragioni di competenza e di metodologie progettuali. I motori e/o i propulsori ad elica data la loro importanza fondamentale sulle prestazioni del velivolo, vengono sempre studiati e progettati in modo preliminare ed autonomo e non come componenti dell'impianto di propulsione.

## Impianti
Il tipo d'impianto, dal punto di vista della sicurezza del velivolo per la riuscita del volo sono classificati in: impianti primari: dove un'avaria in questi impianti può compromettere la sicurezza del velivolo e/o delle persone trasportate (ad esempio nel sistema comandi di volo); impianti secondari: in questi impianti una loro avaria può degradare il comportamento della macchina tale da annullare la missione, ma non ne compromette la sicurezza (ad esempio l'impianto di pressurizzazione della cabina); impianti ausiliari: un'avaria in questi impianti può degradare la missione o creare dei disagi, ma consente ugualmente di eseguire il volo (ad esempio l'impianto di condizionamento in cabina). Tale classificazione ai fini della sicurezza, è per la completa avaria dell'impianto, mentre si deve tener conto del tipo di guasto e dei relativi effetti più o meno rilevanti del singolo componente. 

## Impianto combustibile

^{Boeing 737-300 impianto carburante}

L'impianto carburante ha la funzione di stivare il combustibile necessario e disponibile, per trasferirlo ai motori nelle condizioni di pressione e di portata necessarie per le varie missioni.
I componenti principali dell’impianto sono: i serbatoi, le pompe di trasferimento e le pompe di alimentazione. Le categorie principali di pompe idrauliche sono: le pompe volumetriche, in grado di spostare il fluido indipendentemente dalla pressione impiegata (ad esempio la pompa a pistoni) e le pompe fluidodinamiche che rallentando il fluido accelerato ricavano energia (ad esempio la pompa centrifuga).
In base ai requisiti specifici del progetto e della classe del velivolo vengono definiti: la quantità di combustibile da trasferire, la portata e la pressione necessarie ai motori in varie condizioni di volo, di quota e di temperatura. Le risultanti specifiche di questi requisiti, devono permettere di alimentare tutti i motori sia condizioni normali sia in emergenza, per l'eventuale avaria di una parte del sistema di alimentazione§7.1.

### Tipologia dei serbatoi carburante
Le quantità di carburante a bordo dei diversi tipi di velivoli possono raggiungere valori molto elevati ed influiscono significativamente con il peso a vuoto o il peso massimo al decollo del velivolo ed il suo baricentro.
La corretta disposizione di questi pesi è in funzione dei volumi disponibili a bordo e soprattutto in modo tale da lasciare il massimo spazio disponibile ai carichi paganti come ad esempio i passeggeri in un aereo di linea o al carico in un aereo cargo. L'ala è una delle principali zone, dove il volume inutilizzabile, può invece ospitare il carburante. I cosiddetti serbatoi integrali o wet wing sono ricavati dai vani sigillati che la struttura della superficie alare mette a disposizione. Altre tipologie di serbatoio sono quelli imbarcati che possono essere di tipo rigido o flessibile ed infine i serbatoi esterni sganciabili o fissi attraverso i piloni alari.
Impianto carburante Boeing 737-300 con legenda:

1. Pompa azionata dal Motore sinistro
2. Pompa azionata dal Motore destro
3. Valvola di alimentazione incrociata (Cross-feed)
4. Valvola d'intercettazione Motore sx
5. Valvola d'intercettazione Motore dx
6. Valvola manuale di scarico combustibile
7. Distributore combustibile
8. Serbatoio No. 2 (Destro)
9. Pompa anteriore (Serbatoio No. 2)
10. Pompa posteriore (Serbatoio No. 2)
11. Pompa sinistra (Serbatoio centrale)
12. Pompa destra (Serbatoio centrale)
13. Serbatoio centrale
14. Valvola di bypass
15. Pompa posteriore (Serbatoio No. 1)
16. Pompa anteriore (Serbatoio No. 1)
17. Serbatoio No. 1 (Sinistro)
18. Valvola d'intercettazione Drenaggio
19. Valvole di non ritorno
20. Valvola d'intercettazione APU
21. Auxiliary Power Unit
22. Sensore di Temperatura carburante
23. Indicatore Temperature carburante
24. Spia Valvola destra chiusa
25. Spia Valvola sinistra chiusa
26. Spia Valvola di alimentazione incrociata aperta
27. Selettore Alimentazione
28. Selettore Pompa posteriore Sinistra
29. Selettore Pompa anteriore Sinistra
30. Selettore Pompa anteriore Destra
31. Selettore Pompa posteriore Destra
32. Pannello di Controllo
33. Spia del Filtro di bypass Sinistro
34. Spia del Filtro di bypass Destro
35. Selettore Pompa del serbatoio centrale sx
36. Selettore Pompa del serbatoio centrale dx
37. Pompa Drenaggio serbatoio centrale
38. Valvola di bypass APU

## Impianto idraulico

^{Tipico Sistema Idraulico di un velivolo bimotore.}

L'impianto idraulico ha la funzione di controllare e distribuire energia idraulica attraverso un fluido incomprimibile. Nella fase progettuale dell'impianto, viene definita la sezione di trasformazione di energia meccanica in energia idraulica, la rete di trasferimento (tubazioni rigide o flessibili) con gli opportuni organi di controllo/regolazione e gli equipaggiamenti che trasformano l'energia idraulica in energia meccanica. La rete di distribuzione e collegamento è costituita da: tubazioni idrauliche per alte pressioni, da raccordi, valvole e servovalvole di diverso tipo (d'intercettazione, di sicurezza e di regolazione). Il peso per unità di potenza installata, l'alto rendimento, la grande flessibilità, alta affidabilità e la facilità di controllo sono alcune caratteristiche fondamentali che rendono conveniente l'impiego del fluido idraulico in aeronautica§4.1.

### Generazione di pressione

^{Schema di un circuito Idraulico con valvola di comando.}

Le pompe idrauliche sono i motori per la generazione di pressione e portata necessarie all'interno dell'impianto. Esse possono essere azionate: da motori elettrici, turbine ad aria compressa, a mano dall'equipaggio e principalmente dai propulsori, attraverso una catena di riduttori meccanici. Le pressioni comunemente impiegate in campo aeronautico sono 21 MPa (≈3000 psi o 210 kg/cm²), ma l'impianto idraulico del Panavia Tornado e del Concorde sono stati progettati per funzionare a 28 MPa, mentre l'impianto idraulico del Cessna Citation funziona a 10,5 MPa (≈1500 psi o 105 kg/cm²). Un impianto idraulico il cui funzionamento nominale è a 21 MPa viene collaudato a scoppio a 84 MPa (12000 psi o 840 kg/cm²)§4.3. Le pompe idrauliche se fatte funzionare al contrario, cioè fornendo in alimentazione una portata in pressione, questo crea una rotazione dell'albero diversificandoli come: motori lenti con velocità di rotazione di 30÷300 rpm o motori veloci con velocità di 300÷3000 rpm§4.8.

### Utenze ed accessori idraulici

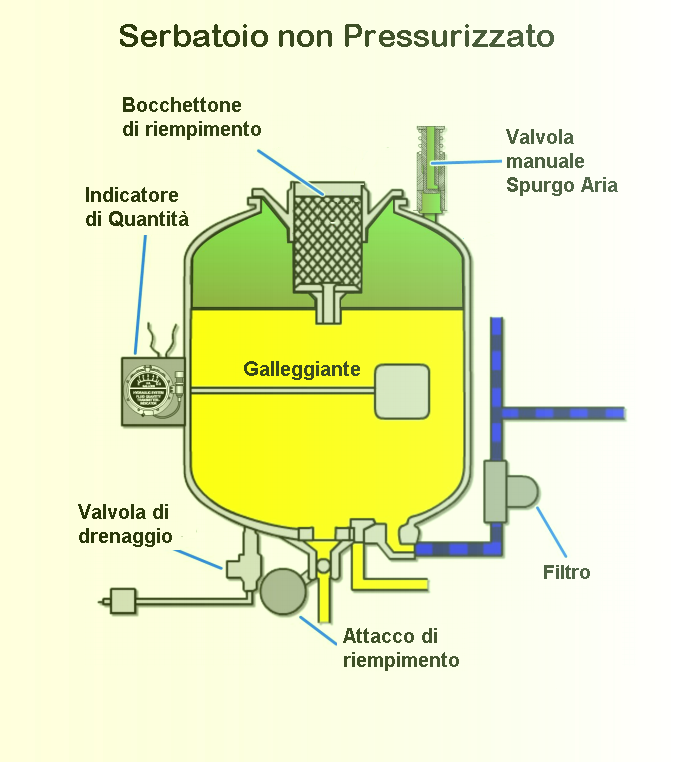
^{Schema idraulico di un serbatoio non pressurizzato}

Tipiche utenze idrauliche in un velivolo sono gli attuatori che trasformano la pressione idraulica in energia meccanica. L'attuatore lineare è definito come martinetto mentre l'attuatore rotativo è definito motore idraulico. Gli accumulatori di pressione, i filtri, i serbatoi idraulici e compensatori, gli scambiatori di calore, le guarnizioni e i raccordi idraulici sono i componenti accessori di un tipico impianto idraulico§4.2. La presenza di uno o più serbatoi, nell'impianto idraulico oltre che per l'utilizzo per il contenimento del fluido, permettono la separazione di eventuali contaminanti; assorbono le variazioni di volume e pressione, dovute agli sbalzi termici o ad eventuali perdite o trafilamenti dell'impianto; ed infine per la dissipazione di calore in aggiunta agli scambiatori di calore.
Normalmente i serbatoi collegati alle pompe, per evitare effetti di cavitazione soprattutto all'aumento della quota di volo, sono pressurizzati per assicurare alle pompe un fluido in pressione attraverso una linea dell'impianto pneumatico.

#### Attuatore

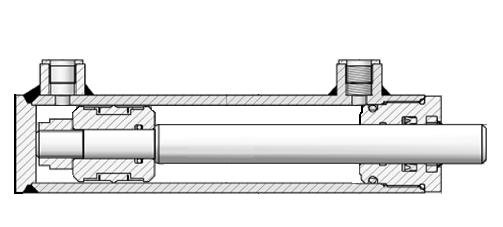
Sezione di un cilindro oleodinamico.

L'attuatore trasforma l'energia prodotta dalla pompa e trasportata dal fluido, in energia meccanica. Tipici attuatori sono i cilindri idraulici e i motori idraulici, questi ultimi presentano spesso forti analogie costruttive con le pompe, svolgendo esattamente la funzione inversa. I cilindri che si impiegano in oleodinamica sono sostanzialmente simili a quelli utilizzati in pneumatica. Si hanno quindi cilindri a semplice e a doppio effetto e in aggiunta, cilindri telescopici. I cilindri a doppio effetto sono costituiti da due testate tra cui è interposta una camicia; esse sono tenute insieme da quattro tiranti, lo stelo viene guidato da due boccole di guida. È presente una molla che determina la corsa di ritorno del pistone. Nei cilindri telescopici si ottengono delle corse elevate pur avendo in posizione di riposo un ingombro ridotto.

#### Valvole
L'uso delle valvole è indispensabile per riuscire a dare una logica di funzionamento ad un impianto oleodinamico e se ne può garantire la sicurezza con opportuno utilizzo. Esistono diversi tipi di valvole sia per il controllo della pressione del flusso di fluido (massima pressione, riduttrici di pressione) che per il controllo della portata (non ritorno, distribuzione, selezione, regolazione, ecc.).

### Caratteristiche specifiche del fluido
Oli a base minerale:
- Mil-H-5606: base minerale, infiammabile, piuttosto basso punto di infiammabilità, utilizzabile da -54 °C a 135 °C, di colore rosso, sviluppato nel 1940[7].
- MIL-PRF-6083: Utilizzabile da -54 °C a 135 °C, dove è richiesta la protezione dalla corrosione e quando non è possibile l'utilizzo del fluido MIL-PRF-46170 (FRH). Ad eccezione dei componenti nei veicoli blindati da combattimento che richiedono FRH, il fluido idraulico viene utilizzato anche come fluido protettivo per impianti idraulici per aeromobili e componenti dove il MIL-H-5606 (OHA) o MIL-PRF-87257 è usato come fluido operativo[8].

Oli sintentici a base di idrocarburi: 
- Questi fluidi sintetici sono compatibili con gli oli idraulici a base minerale e sono stati sviluppati per abbassare il punto di infiammabilità dei fluidi idraulici a base minerale[7].
- Mil-H-83282: a base di idrocarburi sintetici, con un più alto punto di infiammabilità, autoestinguente, compatibile con il Mil-H-5606, di colore rosso per un uso -40 °C.
- Mil-H-87257: Uno sviluppo del Mil-H-83282 per migliorarne la viscosità a bassa temperatura.

## Impianto pneumatico
| 1 | ingresso dell'aria            | 6  | sezione calda         |
| 2 | compressoredi bassa pressione | 7  | turbina               |
| 3 | compressoredi alta pressione  | 8  | camera di combustione |
| 4 | combustore                    | 9  | sezione fredda        |
| 5 | scarico                       | 10 | presa d'aria          |

^{Schema di un turbogetto a compressore assiale:}

L'impianto pneumatico è presente sui velivoli con motore a turbina, in quanto è possibile sfruttare l'energia prodotta dall'aria compressa prelevata dal compressore ed essendo con valori di pressione e di temperatura elevati può essere utilizzata sia per pressurizzare che per riscaldare le zone del velivolo. L'impianto pneumatico può essere utilizzato per gli impianti di: condizionamento e pressurizzazione; l'impianto antighiaccio; per la pressurizzazione dei serbatoi idraulici, serbatoi carburante o serbatoi dell'acqua; per un sistema con funzionamento di attuatori; per l'avviamento motori, la ventilazione dei serbatoi carburante e per il gonfiaggio dei portelloni o dei tettucci apribili.
|  |  |

L'aria compressa può essere generata sia da dei compressori volumetrici sia da dei turbocompressori. La differenza tra i due tipi di compressori è nel velocità di funzionamento per la produzione della portata. Il compressore volumetrico, in genere è un sistema a cilindro e pistone azionato da motori idraulici o elettrici oppure a scoppio, dove il rapporto di compressione è indipendente dalla portata.

Il turbocompressore è azionato da una turbina ed il rapporto di compressione dipende dalla velocità di funzionamento. Nei velivoli con propulsori turbogetto l'aria compressa generata, proviene direttamente dal compressore del propulsore sia esso il compressore centrifugo sia un compressore assiale, ottenendo sia una linea ad alta che bassa pressione. In questo modo viene generata una piccola portata tra il 2% e 8% con sistema pneumatico con pressione oltre 1 MPa (>145 psi o >10 kg/cm²). Dalla Auxiliary Power Unit al contrario si possono ottenere portate del 70% 80% con la stessa potenza pneumatica§6.2.

## Impianto elettrico
L'impianto elettrico, in forma più o meno complessa, è presente in tutti i velivoli con il compito di distribuire l′energia a tutte le utenze. Dall'inizio dell'era aeronautica con i primi velivoli a motore era già presente un impianto elettrico per l'accensione del motore ed in seguito per i primi strumenti e la loro illuminazione. Per alcune categorie di utenza l'energia elettrica è insostituibile rispetto all'alternativa di altre energie sia per l'ingombro ed il peso che per la facile disposizione in determinate zone del velivolo.
Normalmente in campo aeronautico vengono utilizzate correnti continue con tensione di 28 Volt, correnti alternate monofase a 115 Volt a 400 Hertz e correnti alternate trifase 115 / 200 Volt a 400 Hertz. La scelta dei diversi tipi di corrente resta sempre legata all'ingombro ed al peso dei generatori. La frequenza della tensione anche questa è stata la scelta ottimale per esigenza di leggerezza dei generatori in quanto a pari potenza è più leggero un generatore la cui rotazione è più veloce. Per la tensione continua, fornita dagli accumulatori, è stata considerata l'intensità di corrente, in caso di cortocircuiti ed il loro peso ma indispensabile per l'alimentazione in emergenza ed in fase di avviamento§5.0.

### Tipo d'impianto
Per la realizzazione nella scelta dei diversi tipi di impianto: continua, a frequenza costante o a frequenza variabile è fondamentale l'analisi delle utenze elettriche e dei loro carichi di utilizzo. La parte più consistente dell'impiego della corrente continua o alternata è indifferente ma è stata preferita la corrente continua per i componenti essenziali del velivolo: gli organi di comando e di controllo del volo§5.2.

### Alimentazioni tipiche
|                               | Carico totale | c.c. | c.a. freq. var. | c.a. 400 Hz |
| ----------------------------- | ------------- | ---- | --------------- | ----------- |
| Illuminazione e riscaldamento | 50÷70 %       | x    | x               | x           |
| Motori                        | 10÷40 %       | x    | x               | x           |
| Comandi e controlli           | 5÷10 %        | x    | x               | x           |
| Avionica                      | 5÷20 %        |      |                 | x           |
| Batteria                      |               | x    |                 |             |

### Generazione

^{Funzionamento schematico della Ram Air Turbine}

I generatori, dinamo e alternatori sono azionati meccanicamente dai motori idraulici, pneumatici, e dai sistemi APU e RAT quando in volo o con motori attivi, mentre a terra il velivolo viene alimentato da sistemi di generazione predisposti per il funzionamento su pista. La potenza di generazione è in funzione della classe e del tipo di velivolo, come esempio il Boeing 747 ha un impianto elettrico con quattro alternatori da 60 KVA sui quattro propulsori e due alternatori da 90 KVA sull′APU; invece il BAe 146 pur essendo un quadrimotore ha due alternatori da 40 KVA sui motori esterni ed uno sull′APU. Sul SIAI Marchetti S-211 l'impianto elettrico primario è in corrente continua con generatore dal propulsore e da due inverter per la trasformazione in corrente alternata. Sono sempre presenti sul velivolo di qualsiasi classe o tipo di velivolo degli accumulatori per soddisfare la richiesta di energia elettrica in tutte le condizioni e soprattutto come riserva in caso di avaria o emergenza§5.4.

## Impianto di condizionamento

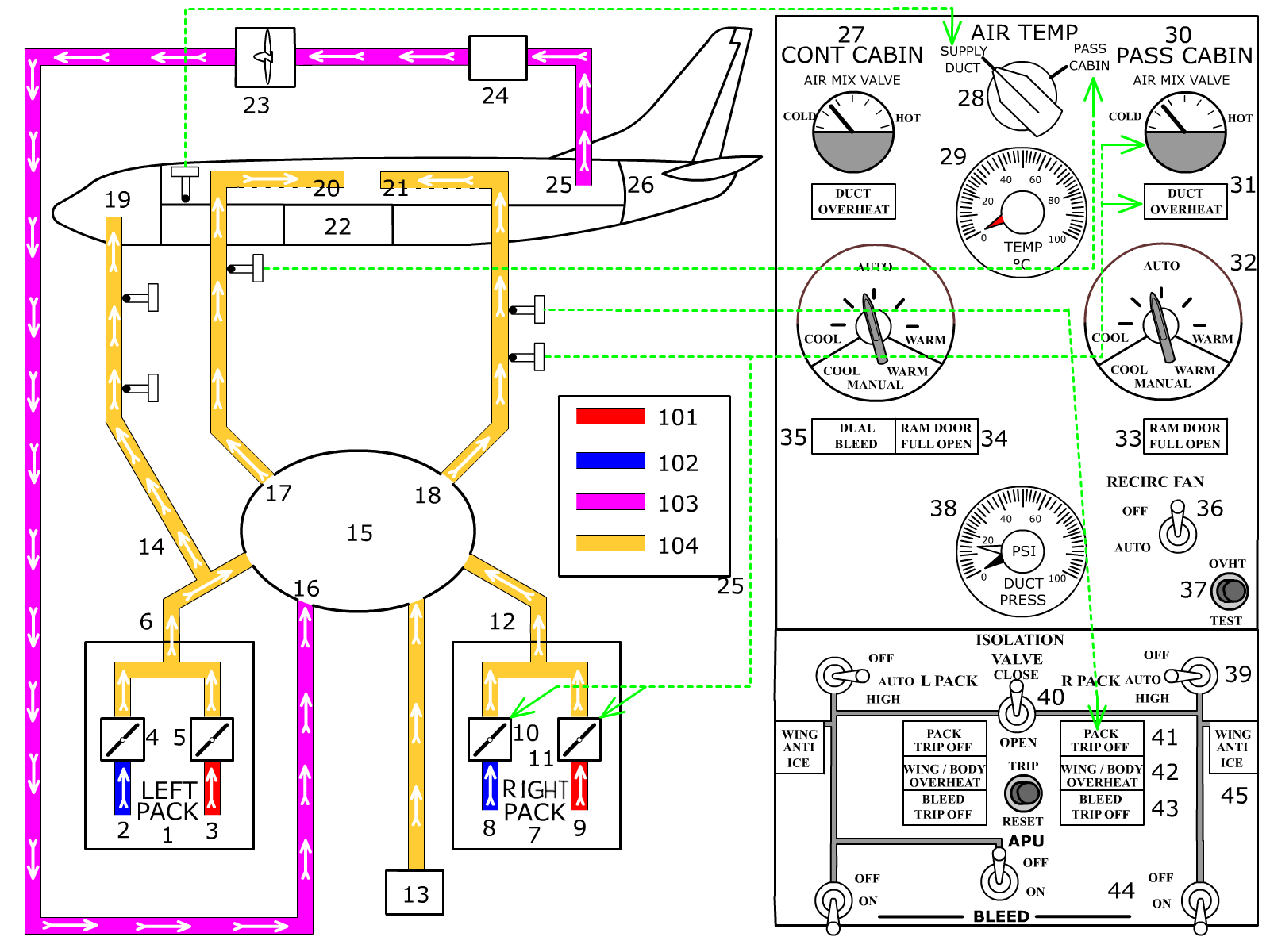
^{Schema funzionale del sistema ECS (Environmental Conditioning System) climatizzazione}

L'impianto di condizionamento (Enviromental Control System - ECS) come quello di pressurizzazione rientra nella climatizzazione di un ambiente confinato, e consiste nell'insieme di operazioni effettuate per consentire condizioni termoigrometriche adeguate all'utilizzo di quell'ambiente da parte dell'uomo, a qualsiasi condizione climatica esterna e dell'attività interna (con relativa produzione di calore endogeno), con le seguenti funzioni: riscaldamento o ventilazione con o senza filtraggio dell'aria, umidificazione o deumidificazione e quindi di condizionamento. Anche gli equipaggiamenti del velivolo e i sistemi che costituiscono gli impianti di bordo hanno necessità di ambiente controllato, sia dalla temperatura che dall'umidità per il loro corretto funzionamento. Le condizioni ambientali a bordo durante tutte le fasi del volo necessitano che sia no controllate e regolate come la pressione, la temperatura, l'umidità e la composizione dell'aria§8.1. In relazione alla quota operativa, la pressione e la temperatura dell'aria decrescono con valori presentati mediamente nelle regolamentazioni ICAO come l'atmosfera standard internazionale stabilita per il funzionamento e la taratura degli strumenti al livello del mare.
L'impianto di condizionamento deve essere progettato e dimensionato in modo tale da introdurre o estrarre calore dalle zone del velivolo e con una escursione di funzionamento molto elevata (la temperatura esterna può variare da -60 °C a 12 000 m a oltre +40 °C a terra)§8.4.
Legenda impianto di condizionamento Boeing 737-300 con motori accesi:

^{(101) Linea aria molto calda proveniente dal compressore del motore}^{(102) Linea ad aria forzata (aria della ventola)}^{(103) Linea aria condizionata}
^{(104) Linea pneumatica da condizionare}

1. Ingresso aria dal motore sinistro (aria compressa e molto calda, spillata a valle del compressore del motore)
2. Ingresso aria di raffreddamento dal vano motore anteriore (aria non compressa e non riscaldata)
3. Ingresso aria dell'APU
4. Ingresso dell'aria compressa dal sistema di servizi di terra - collegamento pneumatico
5. Ingresso aria di raffreddamento dal vano motore anteriore (aria non compressa e non riscaldata)
6. Ingresso aria dal motore destro (aria compressa e molto calda, spillata a valle del compressore del motore)
7. Valvola d'intercettazione per l'aria del motore destro
8. Scambiatore destro
9. Valvola di isolamento (valvola di isolamento motore destro motore sinistro) - normalmente chiuso; può essere aperto in caso di avaria di un motore, per l'utilizzo degli entrambi pacchi di refrigerazione
10. Scambiatore sinistro
11. Valvola d'intercettazione per l'aria motore sinistro come la (7)
12. Linea di refrigerazione (aria fredda)
13. Valvola di intercettazione pacco di refrigerazione sinistro (valvola pacco di refrigerazione sinistro)
14. Valvola di intercettazione pacco di refrigerazione destro (valvola pacco di refrigerazione destro)
15. Linea di refrigerazione (aria fredda)
16. Pacco di refrigerazione destro (cuore del sistema di condizionamento d'aria)
17. Ingresso esterno "Aria condizionata" (aria condizionata fornita a terra)
18. Linea di ricircolo dell'aria (dal ventilatore di ricircolo aria dalla cabina passeggeri per un raffreddamento supplementare)
19. Pacco di refrigerazione sinistro (cuore del sistema di condizionamento d'aria)
20. Linea di raffreddamento per la cabina (linea completamente condizionata)
21. Linea di distribuzione dell'aria sul lato sinistro della cabina passeggeri
22. Linea di distribuzione dell'aria sul lato destro della cabina passeggeri
23. Camera di miscelazione (collettore di miscelazione)
24. Pannello di regolazione della temperatura aria in ingresso
25. Regolatore temperatura linea pacco di refrigerazione destro
26. Regolatore temperatura linea pacco di refrigerazione sinistro
27. Pannello di controllo per gestire l'aria di spillamento motori in ingresso (pannello in alto nella cabina)
28. Interruttori dei pacchi di refrigerazione in modalità automatica
29. Interruttore della valvola di isolamento (normalmente chiusa)
30. Interruttore per l'aria dalla APU (in volo normalmente chiuso)
31. Interruttore spillamento aria motore destro (deve essere chiuso per l'avviamento del motore)